# Huang Sui
Huang Sui (Hunan, 8 de janeiro de 1982) é uma jogadora de badminton chinesa-australiana. medalhista olímpica e tricampeã mundial, especialista em duplas.

## Carreira
Huang Sui representou seu país nos Jogos Olímpicos de Verão de 2004, conquistando a medalha de ouro, nas duplas com Gao Ling.